# Liga BNXT
A Liga BNXT, por motivos de patrocínio a betFirst BNXT League, é uma competição profissional de basquetebol com equipes da Bélgica e dos Países Baixos. A liga é o primeiro nível no sistema holandês e belga, substituindo o DBL e o PBL. A temporada inaugural é a temporada 2021-22, começando em setembro de 2021.

## História
Em 10 de dezembro de 2020, foi anunciado que a Pro Basketball League e a Eredivisie se fundiram para formar uma nova liga multinacional. Todos os clubes da DBL holandesa votaram a favor, enquanto 9 das 10 equipes da Bélgica votaram a favor da decisão. Conversas sérias sobre a iniciativa estavam em andamento desde o outono de 2019. Em 20 de maio de 2021, o novo nome "BNXT League" e o logotipo da liga foram anunciados.

## Patrocínios
Em 10 de setembro de 2021, a liga anunciou seu primeiro patrocínio quando a empresa de apostas belga betFirst assinou para se tornar patrocinadora por 3 temporadas.

## Fórmula de competição
A liga é disputada por diferentes etapas com competições domésticas e um campeonato comum da BeNeLeague.
|                                         |                                         | Equipes que entram nesta rodada |
| --------------------------------------- | --------------------------------------- | --- |
| Temporada regular nacional (22 equipes) | Temporada regular nacional (22 equipes) | - As equipas belgas jogam entre si duas vezes - As equipas neerlandesas jogam entre si duas vezes                                                                                      |
| Elite Ouro (10 equipes)                 | Elite Ouro (10 equipes)                 | - As 5 melhores equipas neerlandesas - As 5 melhores equipas belgas |
| Elite Prata (10 equipes)                | Elite Prata (10 equipes)                | - As 6 equipes neerlandesas pior classificadas - As 5 equipes belgas pior classificadas                                                                                                |
| Playoffs Nacionais (6 equipes)          | Playoffs Nacionais (6 equipes)          | - As duas melhores equipes Ouro de cada país vão diretamente para as semifinais - Três outras equipes Ouro jogam nas quartas de final - Melhor equipa Prata chega aos quartos-de-final |
| Play-offs da BeNeLeague (16-24 equipes) |                                         | |

## Equipes
As seguintes equipes jogam na temporada 2021-22 :

### Arenas e localizações
Nota: Listas de tabelas em ordem alfabética.
| Clubes              | Localização      | Arena                          | Capacidade    | Fundação      | Títulos nacionais |
| Países Baixos       | Países Baixos    | Países Baixos                  | Países Baixos | Países Baixos | Países Baixos     |
| ------------------- | ---------------- | ------------------------------ | ------------- | ------------- | ----------------- |
| Apollo Amsterdam    | Amsterdam        | Apollohal                      | 1 500         | 2011          | –                 |
| Aris Leeuwarden     | Leeuwarden       | Kalverdijkje                   | 1 700         | 2004          | –                 |
| BAL                 | Weert            | Sporthal Boshoven              | 1 000         | 2013          | –                 |
| Den Helder Suns     | Den Helder       | Sporthal Sportlaan             | 1 000         | 2016          | –                 |
| Donar               | Groningen        | MartiniPlaza                   | 4 350         | 1951          | 7                 |
| Feyenoord           | Rotterdam        | Topsportcentrum Rotterdam      | 2 500         | 1954          | –                 |
| Heroes Den Bosch    | 's-Hertogenbosch | Maaspoort                      | 2 800         | 1952          | 16                |
| Landstede Hammers   | Zwolle           | Landstede Sportcentrum         | 1 200         | 1995          | 1                 |
| The Hague Royals    | The Hague        | Sportcampus Zuiderpark         | 3 500         | 2020          | –                 |
| Yoast United        | Bemmel           | De Schaapskooi                 | 650           | 2020          | –                 |
| ZZ Leiden           | Leiden           | Vijf Meihal                    | 2 000         | 1958          | 4                 |
| Bélgica             |                  |                                |               |               |                   |
| Antwerp Giants      | Antwerp          | Lotto Arena                    | 5 218         | 1995          | 1                 |
| Kangoeroes Mechelen | Mechelen         | Winketkaai                     | 1 500         | 2009          | –                 |
| Leuven Bears        | Leuven           | Sportoase                      | 3 400         | 1999          | –                 |
| Liège Basket        | Liège            | Country Hall                   | 5 000         | 1967          | –                 |
| Limburg United      | Hasselt          | Alverberg Sporthal             | 1 730         | 2014          | –                 |
| Mons-Hainaut        | Mons             | Mons Arena                     | 4 000         | 1959          | –                 |
| Okapi Aalst         | Aalst            | Okapi Forum                    | 2 800         | 1949          | –                 |
| Oostende            | Ostend           | Sleuyter Arena                 | 5 000         | 1970          | 22                |
| Phoenix Brussels    | Brussels         | Complexe de Neder-Over-Hembeek | 1 200         | 1957          | –                 |
| Spirou              | Charleroi        | Spiroudome                     | 6 200         | 1989          | 10                |

## Finais da BNXT
| Temporada | Campeões            | Placar                 | Finalistas             | MVP das Finais   |
| --------- | ------------------- | ---------------------- | ---------------------- | ---------------- |
| 2021-22   | ZZ Leiden           | 146-142 (75-72, 71-70) | Donar Groningen        | Worthy de Jong   |
| 2022-23   | ZZ Leiden (2)       | 2 - 1                  | Filou Oostende         | David Collins    |
| 2023-24   | Filou Oostende      | 164-124 (85-58, 79-66) | ZZ Leiden              | Damien Jefferson |
| 2024-25   | Kangoeroes Mechelen | [ nota 1 ]             | House of Talents Spurs |                  |

## Campeões Nacionais

### Países Baixos
Para a lista completa com os campeões nacionais dos Países Baixos, veja Liga Neerlandesa de Basquetebol
| Temporada | Campeões         | Placar | Finalistas       | MVP das Finais      |
| --------- | ---------------- | ------ | ---------------- | ------------------- |
| 2021-22   | Heroes Den Bosch | 3 - 2  | ZZ Leiden        | Thomas van der Mars |
| 2022-23   | ZZ Leiden        | 3 - 2  | Donar Groningen  | Thomas Rutherford   |
| 2023-24   | ZZ Leiden        | 3 - 1  | Heroes Den Bosch | Brock Gardner       |
| 2024-25   | Heroes Den Bosch | 3 - 0  | ZZ Leiden        | Le'Tre Darthard     |

### Bélgica
Para a lista completa com os campeões nacionais da Bélgica, veja Liga Belga de Basquetebol
| Temporada | Campeões       | Placar | Finalistas          | MVP das Finais               |
| --------- | -------------- | ------ | ------------------- | ---------------------------- |
| 2021-22   | Filou Oostende | 3 - 1  | Kangoeroes Mechelen | Keye van der Vuurst de Vries |
| 2022-23   | Filou Oostende | 3 - 1  | Antwerp Giants      | Thomas Rutherford            |
| 2023-24   | Filou Oostende | 3 - 1  | Antwerp Giants      | Damien Jefferson             |
| 2024-25   | Filou Oostende | 3 - 1  | Kangoeroes Mechelen | Timmy Allen                  |